# 新潟石
新潟石（にいがたせき、 Niigataite）は2003年に発表された日本産新鉱物で、フォッサマグナミュージアムの鉱物学者宮島宏などにより、新潟県の糸魚川・青海地域から発見された。
化学組成はCaSrAl3(Si2O7)(SiO4)O(OH)で、単斜晶系。単斜灰簾石(Clinozoisite)サブグループに属し、含まれるカルシウムの半分がストロンチウムで置換された種に相当する。和名は産出地の県名から命名された。発表当時は学名もNiigataiteとされていたが、2006年に緑簾石グループの命名規約変更により、学名は一旦「ストロンチウム単斜灰簾石」（Clinozoisite-(Sr)）となった。しかし2016年に再び命名規約が変更され、Niigataiteの名称が復活した。
模式地では、薄紫色のダイアスポア中の黄土色の緑泥石に含まれる。